# 里赫 (蘇梅州)
52°7′39″N 33°45′16″E / 52.12750°N 33.75444°E
里赫（烏克蘭語：Ріг）是位於烏克蘭東北部的村莊，由蘇梅州紹斯特卡區的中布達市鎮負責管轄。該村處於比奇哈河右岸，始建於1925年，海拔高度183米，2001年該村落人口9。